# Nabukelevu
Nabukelevu (auch: Mbuke Levu, Delainabukelevu, Mount Washington) ist ein Vulkan im südwestlichen Teil der Insel Kadavu in Fidschi.

## Geographie
Der Berg steigt direkt über der Küste bis auf 805 m an. Die Flüsse Rata Creek, Vunisalevu, Qalololevu, Nggalololevu, Bureni, Numbunikakasi, Nabuba und Matanakula entspringen in seinen Hängen.
In unmittelbarer Umgebung liegen die Siedlungen
| Nordwesten: Cape Washington | Norden:                  | Nordosten: Lomaji & Talaulia      |
| Westen: Nabukelevu & Nasoso |                          | Osten: Tabanasa, Nabale           |
| Südwesten: Navalia Point    | Süden: Qaliira & Napoidi | Südosten: Tabana, Daviqele, Nasau |

Der Vulkan ist zuletzt um 1660 ausgebrochen. Seither haben sich wieder Lavadome gebildet.

## Fauna und Flora
Nabukelevu ist das einzige Gebiet in West-Kadavu in dem noch ausgedehnte Altbestände an Wäldern vorhanden sind. Ein Gebiet mit einer Fläche von 2900 ha an den Hängen des Nabukelevu ist als Nabukelevu Important Bird Area ausgewiesen. Dort findet man Populationen des gefährdeten Halsbandsturmvogels (Collared Petrelc Pterodroma brevipes), des Crimson shining parrot (Rotglanz-Sittich, Prosopeia splendens), der Whistling fruit dove (Gelbkopf-Fruchttaube, Ptilinopus layardi), sowie des Kadavu-Fächerschwanz (Kadavu fantail, Rhipidura personata).
Das Brutgebiet des Halsbandsturmvogels und die einzigartige Landschaft des Berges tragen bei zur Einstufung als Naturgebiet von Nationaler Bedeutung, wie es im Fidschis Biodiversity Strategy and Action Plan beschrieben ist.